# 雷鳥號列車
雷鳥（日语： Sandābādō */?）是西日本旅客鐵道（JR西日本）運行在大阪和敦賀之间，途徑東海道本線（JR京都線、琵琶湖線）、湖西線、北陸本線的特急列車。
雷鳥號列車的前身是以漢字寫為雷鳥（日语：／ Raicho */?）的同名列車。2011年3月12日，（漢字）雷鳥號列車隨著舊型車485系退役而廢除，統一名稱為「Thunderbird」。

## 概要
随着北陆本线电气化的扩展，该列车于 1964 年 10 月 1 日作为 "雷鸟（汉字名）"列车在大阪站和富山站之间开始运营。 此后，该列车作为连接京阪神地区和北陆地区的特急列车运营，且随着电气化路段的扩展，富山以东和七尾线的一些车站也开始始发终到该列车。
1995 年 4 月 20 日，被称为 "New雷鸟（ニュー雷鳥）"的 由681 系列车开始取代原来使用的485系列车，该特急列车并更名为 "超级雷鸟（スーパー雷鳥（サンダーバード））"，在 1997 年 3 月 22 日的时刻表修订中进一步更名为片假名的 "雷鸟（サンダーバード）"。 此后，485系列车陆续被 681 系列车和改进型的683 系列车取代，2011 年 3 月 12 日的时刻表修订之后停止了以汉字 "雷鸟 "命名的特急列车的运行。
截至 2021 年，仅停靠新大阪、京都和福井的最快的特急"雷鸟"列车班次，其表定速度达到了 104 km/h，是日本国内既有线特急列车中表定速度最快的列车，也是唯一一个表定速度超过 100 km/h的既有线列车。
2015 年 3 月 14 日，北陆新干线延长线长野站至金泽站区间开通后，与新干线并行的金泽站至富山站・鱼津站区间的“雷鸟”特急列车停运，
原本自大阪站直接前往和仓温泉站的“雷鸟”班次，由4对往返班次减少为1对往返班次，其他班次被金泽站来往和仓温泉站的特急列车“能登篝火”班次取代。 2024年3月16日，北陆新干线延长至敦贺站，雷鸟号的运行区段因取消与新干线的平行区间而进一步缩短。

### 列車暱稱「雷鳥」與「Thunderbird」的由來
由於在過去此定期列車多以富山縣為終點，因此以富山縣境內立山連峰高山地帶棲息的富山縣縣鳥「Raicho」（岩雷鸟）作為列車「雷鳥」的暱稱命名。不過自2001年起，有部分車班改以石川縣的金澤為終點，並不會駛入富山縣。
「Thunderbird」常常被誤解是「雷鳥」的英語，但實際上英語中的Thunderbird常用來泛指松雞科（Grouse）或特指松雞科底下雷鳥屬（Lagopus，俗名Ptarmigan）的生物，而岩雷鳥則是雷鳥屬的其中一個物種。
JR西日本網站説明，「Thunderbird」 (Thunder bird) 原是美洲原住民傳說中神話裡會導致雷雨的鳥類。於是把「雷鳥」的「雷」 (Thunder) 與「鳥」 (bird) 構成一個和製英語。

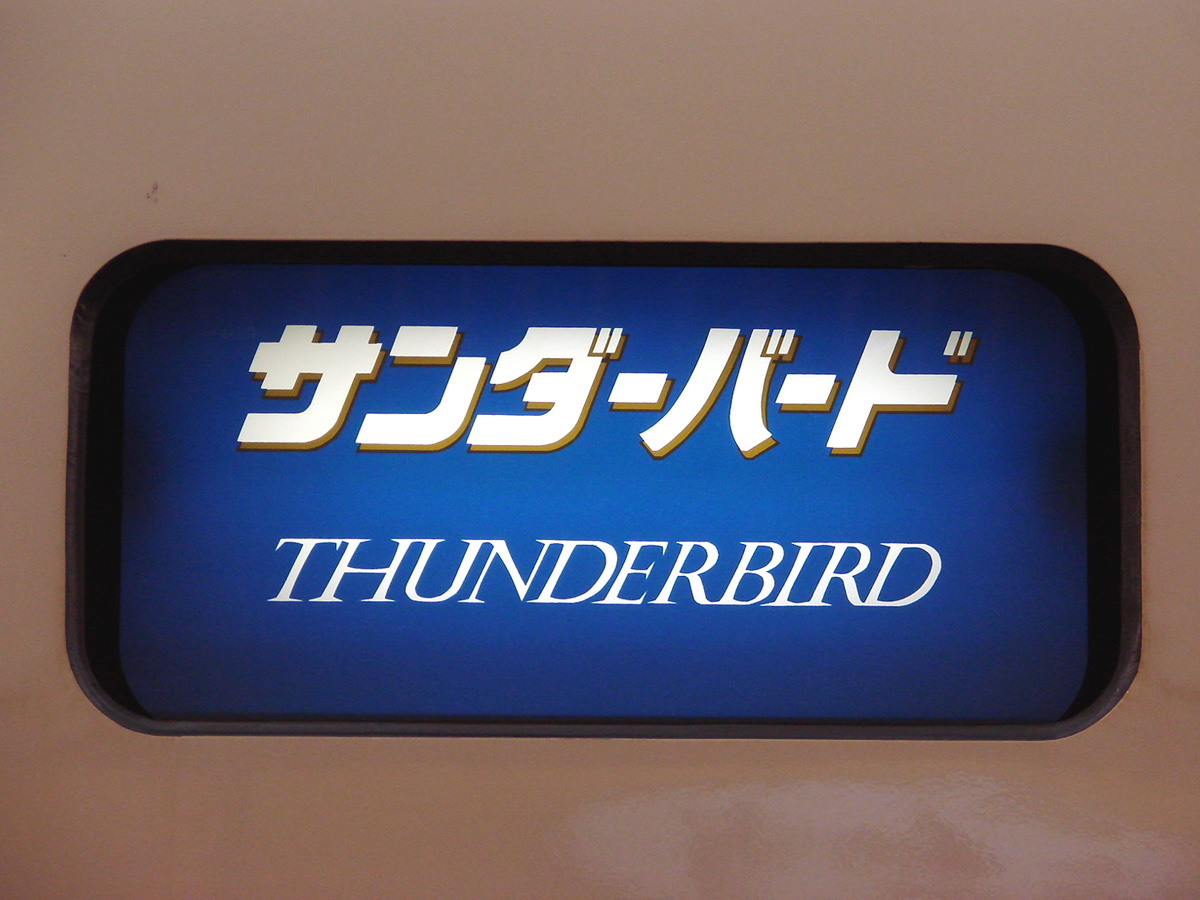
方向幕上的"雷鸟"爱称表示

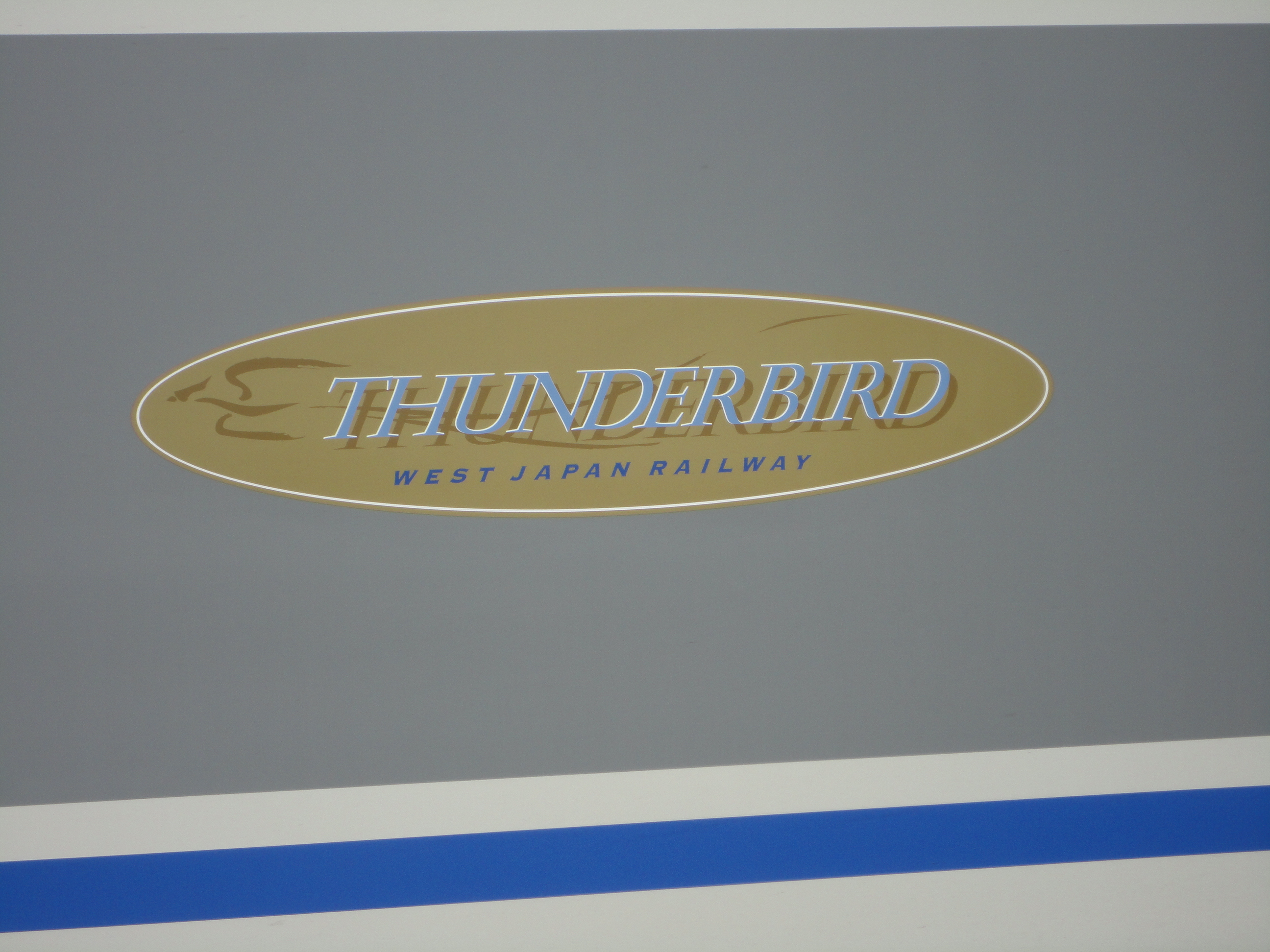
徽章贴纸
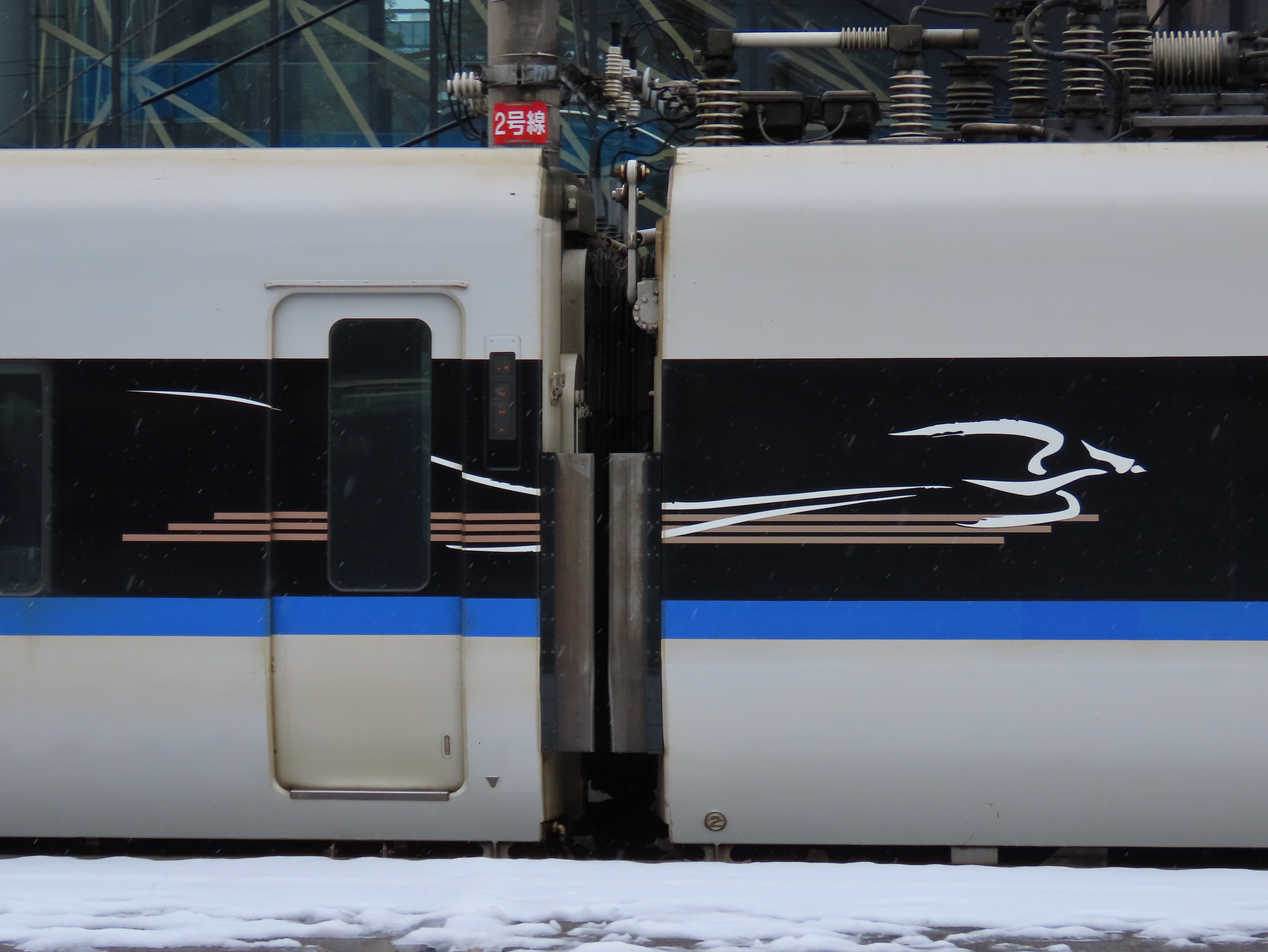
徽章贴纸（更新后）

## 運行概況
截至 2024 年 3 月 16 日，大阪站和敦贺站之间有 25 对往返的定期列车运行。 行车时间约为 1 小时 20 - 30 分钟。
所有列车均通过湖西线行驶，全部列车在大阪始发终到。但如果湖西线因强风等原因停运，则列车会改为经由米原站运行。 自 2000 年代初以来，由于被称为 "比良风"的强风导致行车限制程度加强，绕行次数有所增加，但由于安装了防风围栏，预计绕行次数还是会有所减少（见湖西線#概要）。 因改道运行而增加的行车时间约为 30 分钟，但不得不折返的列车往往会进一步延误。 当风力减弱、行车限制解除后，列车将恢复经由湖西线行驶。如果湖西线因某种原因中断，该列车还提前制定由途经米原站的时刻表。
该列车在北陆新干线金泽站开通之前，也就是截至 2015 年 3 月 13 日，在大阪站与富山站之间运行 14 对往返班次，大阪站与鱼津站之间也有 1 对往返班次，大阪站与富山站之间的平均运行时间为 3 小时 20 分钟。
至于交通系ICOCAIC卡，其可使用范围覆盖了该列车现在运行的所有区间。

### 停車站
- 现在的停車站的详细情况请参阅下表（2024年3月）。
  - ●：全部班次停靠
  - －、→：通过

| 运行班次＼站名             | 大阪站 | 新大阪站 | 高槻站 | 京都站 | 坚田站 | 近江今津站 | 敦贺站 | 备注                           | 列车车次                    |
| -------------------------- | ------ | -------- | ------ | ------ | ------ | ---------- | ------ | ------------------------------ | --------------------------- |
| 下行17班／上行17班         | ●      | ●        | －     | ●      | －     | －         | ●      | 大部分列车                     | 6、8 - 37、39 - 41          |
| 下行3班／上行5班           | ●      | ●        | ●      | ●      | －     | －         | ●      | 早上的下行列车，晚上的上行列车 | 1、3、5、42、44、46、48、50 |
| 下行2本／上行3班           | ●      | ●        | －     | ●      | ●      | ●          | ●      |                                | 2、4、38、45、47            |
| 下行1班                    | ●      | ●        | →      | ●      | ●      | →          | ●      |                                | 49                          |
| 下行1班                    | ●      | ●        | →      | ●      | →      | ●          | ●      |                                | 43                          |
| 下行1班                    | ●      | ●        | ●      | ●      | ●      | ●          | ●      |                                | 7                           |
| （下行列车停車的班次数量） | 25     | 25       | 4      | 25     | 4      | 4          | 25     |                                |                             |
| （上行列车停車的班次数量） | 25     | 25       | 5      | 25     | 3      | 3          | 25     |                                |                             |

2017年3月4日时的停车站情况。
- ●：全列車停車
- ◎：最快速班次以外的列車停車
- ○：約半数程度的列車停車
- △：一部分列車停車

| 站名           | 大阪 | 新大阪 | 高槻 | 京都 | 堅田 | 近江今津 | 敦賀 | 武生 | 鯖江 | 福井 | 芦原温泉 | 加賀温泉 | 小松 | 松任 | 金澤 | 津幡 | 羽咋 | 七尾 | 和倉温泉 |
| -------------- | ---- | ------ | ---- | ---- | ---- | -------- | ---- | ---- | ---- | ---- | -------- | -------- | ---- | ---- | ---- | ---- | ---- | ---- | -------- |
|                | ●    | ●      | △    | ●    | △    | △        | ◎    | ○    | ○    | ●    | ○        | ◎        | ◎    | △    | ●    | △    | △    | △    | △        |
| （下行停車数） | 24   | 24     | 4    | 24   | 4    | 4        | 18   | 15   | 11   | 24   | 14       | 17       | 17   | 3    | 24   | -    | 1    | 1    | 1        |
| （上行停車数） | 24   | 24     | 4    | 24   | 3    | 3        | 17   | 15   | 11   | 24   | 14       | 15       | 16   | 3    | 24   | 1    | 1    | 1    | 1        |

※1個往復班次由金澤延長至和倉温泉，中途在羽咋、七尾、和倉温泉和津幡（只限上行）停車。

### 使用车辆
使用吹田綜合車輛所京都支所、金澤綜合車輛所所屬的681系和683系9輛編成列車。681 系和 683 系不必单独使用，而是共同运行的，而吹田车辆综合所的 681 系和 6830番台列车的 1-6 号车厢为基本编组，7-9 号车厢为附属编组。旺季时，开往大阪方向的列车会以 12 节车厢编组运行，即为再增加 3 节编组的 681 系或 683 系车厢。 此外，2015 年 3 月 14 日北陆新干线在金泽开通后，隶属于吹田车辆综合所京都支所的 681-1000番台 列车（先行试制车）曾在一段时间内担当“白鹭”特急列车，但由于车队使用的余裕，于同年 7 月重新担当“雷鸟”列车的服务。
原本1号車（綠色車廂）為大阪方向的先頭車，北陸新幹線開業時時間表改正後列車編成方向進行了轉換，2015年3月14日之後1号車改為金澤方向的先頭車。

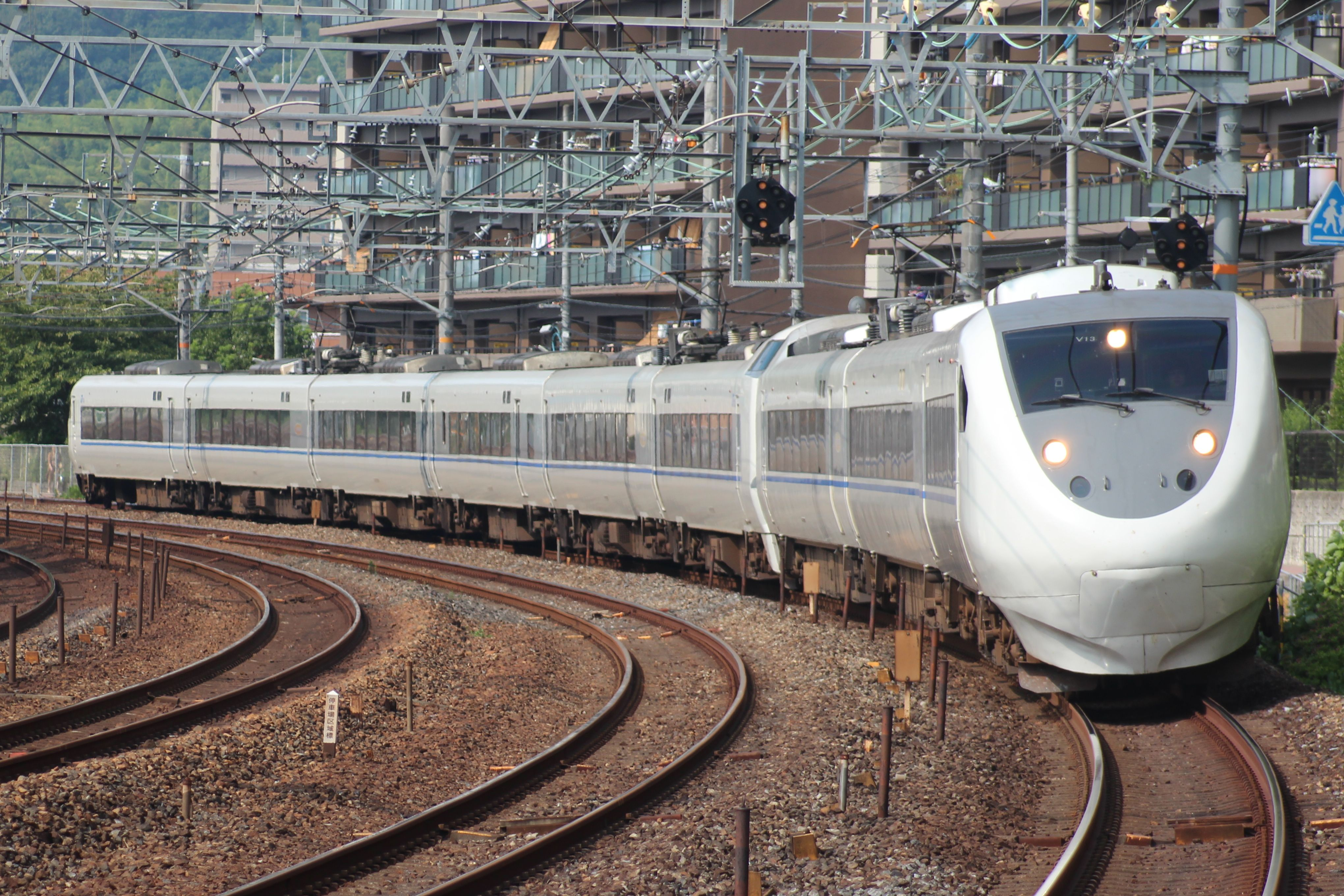
681系
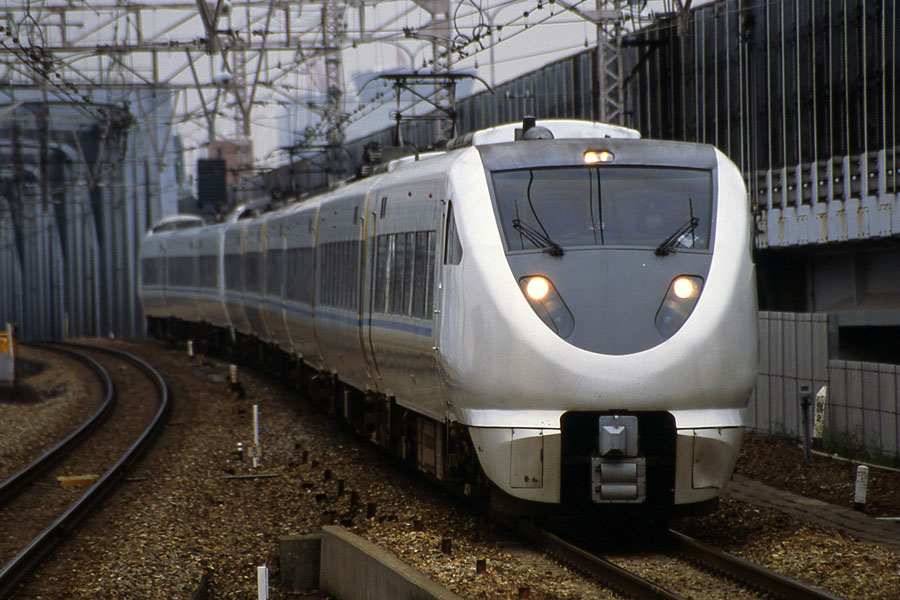
683系0番台
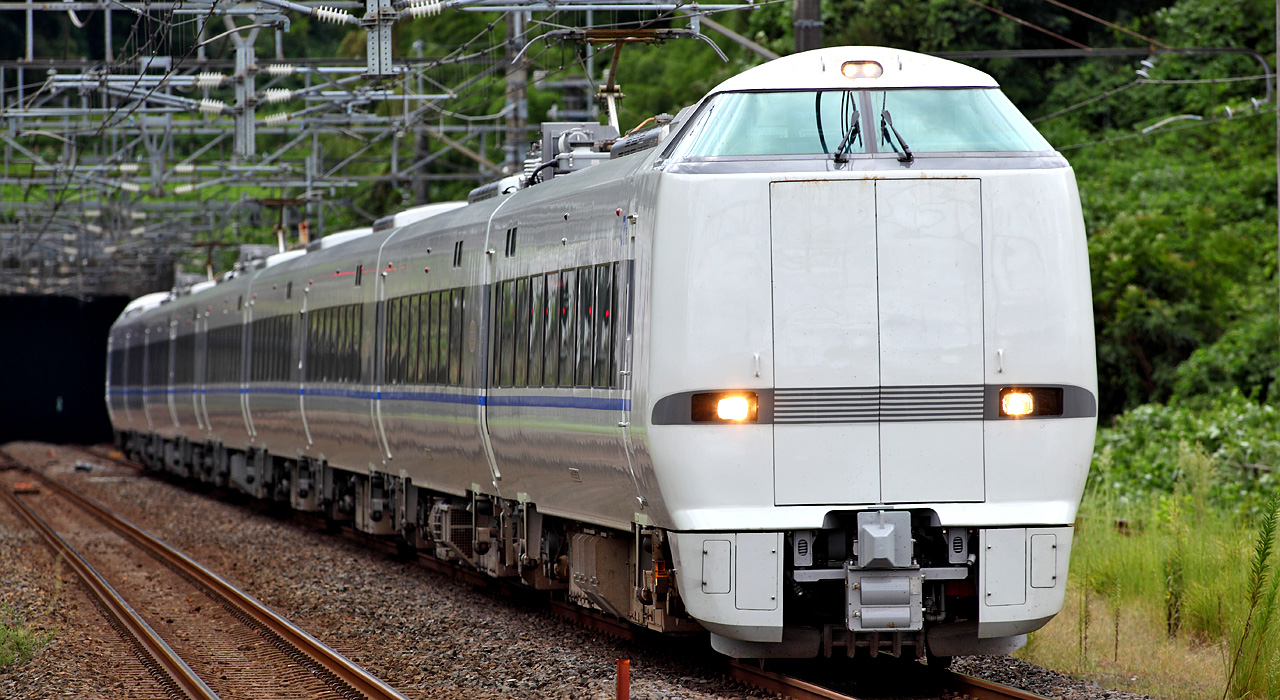
翻新前的683系4000番台
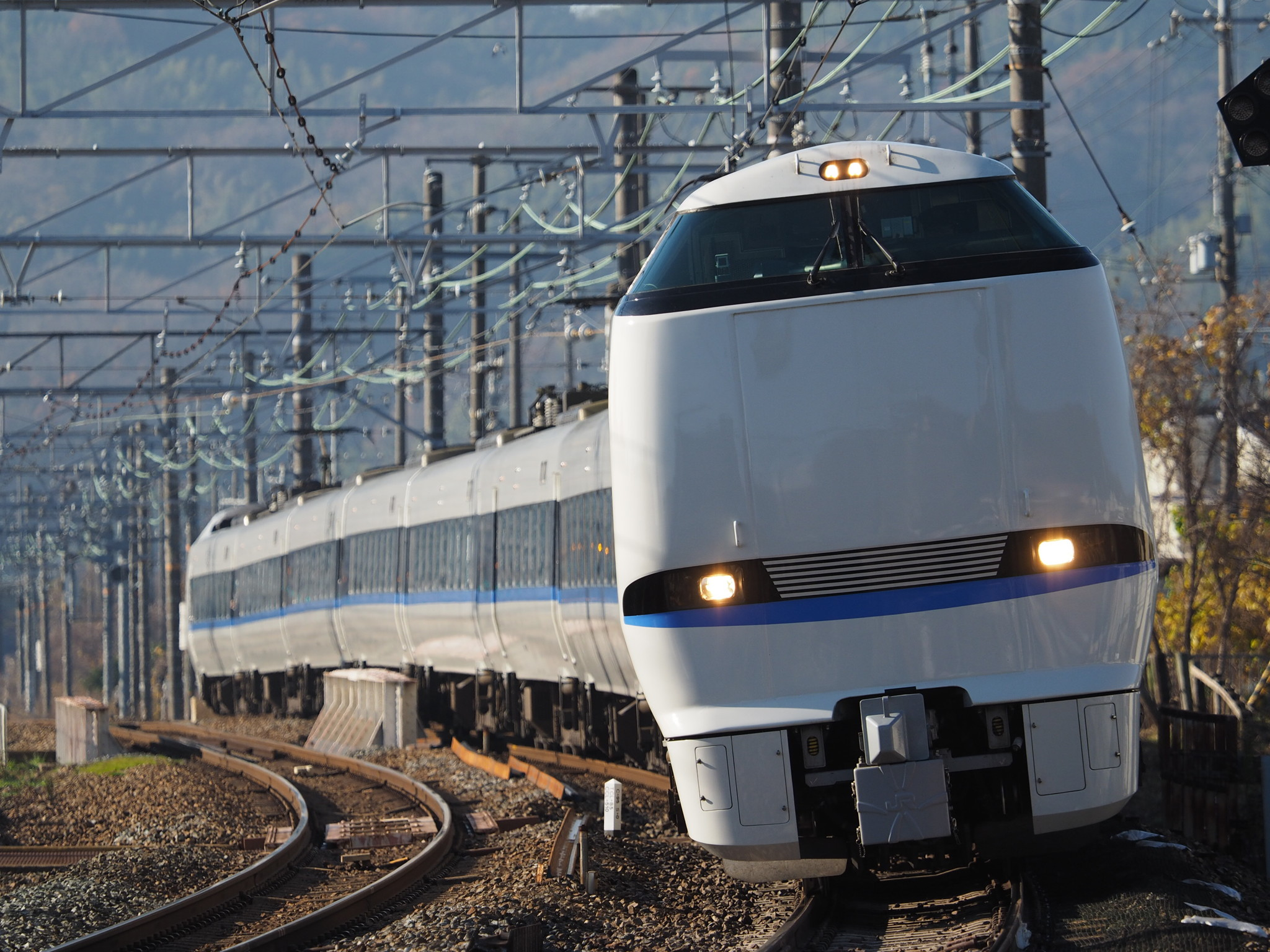
683系4000番台翻新車

## 相關臨時列車

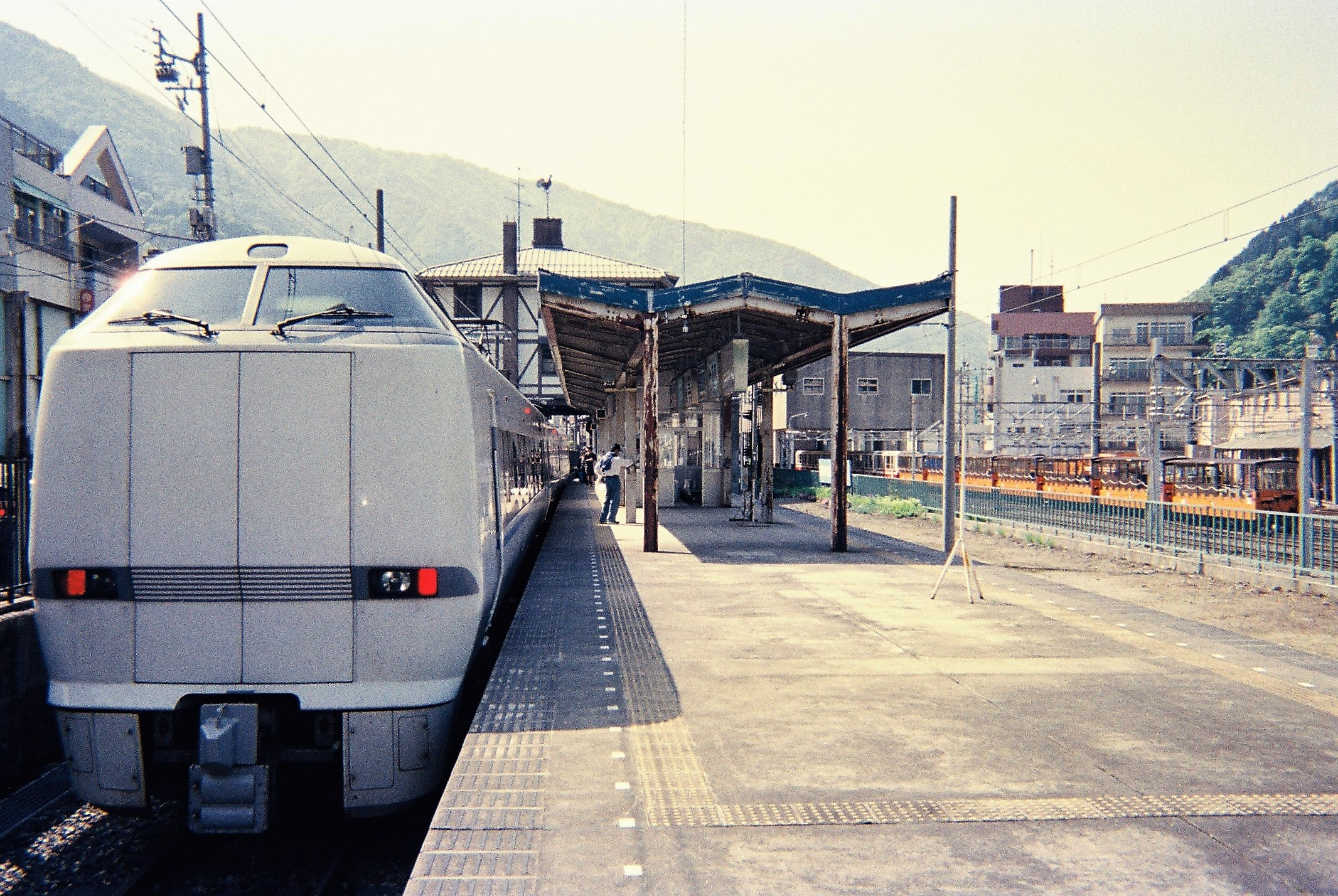
"雷鸟宇奈月"停靠在宇奈月温泉站

「商務Thunderbird」
除假日外的星期一早上所運轉的臨時列車。该列车于 2002 年冬季开始运营，当时名为 "雷鸟"93 号，2003年冬季更名为 "商务雷鸟"，该列车最后一次运行是在 2020 年 6 月 29 日。
停车站为：大阪站 - 新大阪站 - 京都站 - 敦賀站 - 武生站 - 福井站 - 芦原溫泉站 - 小松站 - 金澤站
「環球影城特快」（ユニバーサルエクスプレス）
富山站和环球城站之间运营临时列车，为吸引北陆地区的乘客前往日本环球影城（USJ）而开设。从 2002 年春季起，"环球特快"开始每天往返运行一对班次。 刚开始时全年运营，后来仅限于夏季和冬季，但从 2010 年春季起就不再运营了。
停车站：環球影城站 - 新大阪站 - 京都站 - 敦賀站 - 武生駅站- 福井站 - 加賀温泉站 - 小松站 - 金澤站 - 高岡站 - 富山站
“故乡雷鸟”（ふるさと雷鳥）
作为在盂兰盆节、年末年初、黄金周等客流高峰期往返于大阪站与新潟站之间的临时列车，从2002年夏季开始至2009年黄金周期间，以 "故乡雷鸟"的名义运营。
停车站：新大阪站・京都站・敦贺站・福井站・小松站・金泽站・高冈站・富山站・鱼津站・糸鱼川站・直江津站・柏崎站・长冈车站・见附站・东三条站・加茂站・新津站。
"博览会雷鸟"（エキスポ雷鳥）
1990年4月1日至9月30日期间，为了改善前往在大阪市鹤见区鹤见绿地和守口市举办的国际花与绿博览会（花卉博览会）的交通，在富山站和京桥站之间开通了临时列车，运营当天设定一个往返班次。
停车站包括京桥站 - 天王寺站 - 新大阪站 - 京都站 - 敦贺站 - 武生站 - 鲭江站 - 福井站 - 芦原温泉站 - 加贺温泉站 - 小松站 - 金泽站 - 石动站 - 高冈站 - 小杉 - 富山站。
直通富山地方铁道的列车
曾几何时，作为京阪神地区与立山黑部阿尔卑斯山脉路线的连接列车，自富山站起，会直通进入富山地方铁道的线路行驶。
在大阪和京都等主要车站宣传立山和宇奈月温泉等地名的效果非常好，尤其是宇奈月温泉的旅馆经营者强烈要求恢复该服务，大概因此，也由于这些列车在日本国有铁道时代取得的成就，JR 西日本对恢复该列车持积极态度。
1990 年 7 月 21 日，使用 Kiha 65形 列车的 "度假立山"（リゾート立山）列车在富山地方铁道立山线立山站 与 大阪站之间开始运行，次年，"度假宇奈月 "列车在富山地方铁道本线宇奈月温泉站与大阪站之间开始运行。
这些列车的独特之处在于，它们与 "雷鸟"列车一起运行至富山站，然后列车编组会分离，分离编组后的直通的列车仅在富山地方铁道的线路内单独运行。1991 年 9 月，485 系列担当的 "超级雷鸟号 "开始在富山地方铁道线上运行。它们分别被命名为 "超级雷鸟立山 "和 "超级雷鸟宇奈月"（「スーパー雷鳥立山」、「スーパー雷鳥宇奈月」）。次年 7 月起，夜间急行列车 "度假立山 "（リゾート立山）也使用 485 系列车运行。 该列车的昵称与前一年运营的特急列车相同，但其独特之处在于，该列车在抵达立山车站后，会被回送至富山站，然后继续担当“超级雷鸟”列车的运营。
1995年4月，直通进入富山地方铁道的列车，使用车辆开始由485系改为681系，昵称也改为 "超级雷鸟立山"（スーパー雷鳥立山）和 "超级雷鸟宇奈月"（スーパー雷鳥宇奈月）。 之后，从1997年3月22日的时刻表修订到1999年12月4日时刻表修订，列车以 "雷鸟立山（サンダーバード立山）"和 "雷鸟宇奈月（サンダーバード宇奈月）"的名字运行（雷鸟已经改为片假名写法）。
停运的原因包括：利用率停滞在 35% 以下；更换为 681 系列后，出现了电压下降的问题；因列车自身特性而不适合在山区线路运行，附属列车经常出现故障；以及列车单人运转化的趋势。
“Spul雷鸟信越”（シュプール雷鳥信越）
为了运送滑雪者前往信州地区，2004 年和 2005 年在黑姬站和大阪站之间开通了临时列车 "Spul雷鸟信越"。
沿途停靠新大阪站、京都站、糸魚川站、直江津站、新井站和妙高高原站,列车开行的时间会考虑人们从主要车站前往滑雪胜地所接驳换乘的巴士的时刻表。
“信州号・徒步旅行特快”（信州号・トレッキングエクスプレス）
为给旅客提供前往信州地区登山和徒步旅行的交通，从 1989 年起，往返于神户站的部分 "超级雷鸟（スーパー雷鳥）"，这些列车会途径信越本线延伸至长野站，被称为 "超级雷鸟・信越（スーパー雷鳥・信越）"，后来在 681 系列车开始运用后，被称为"超级雷鸟信越号"（スーパー雷鳥信越）。
2002 年，除盂兰盆节假日外的暑假期间，每周日都有一班 "信州号"列车从信州地区开往京阪神地区，作为特快列车从妙高高原站开往大阪（返程会作为急行列车“信州徒步旅行号”（信州トレッキング号）运营）。
2003 年，该特快列车更名为 "徒步旅行特快（トレッキングエクスプレス）"，在大阪站和糸鱼川站之间运行，每周六从大阪开往糸鱼川，周日从糸鱼川开往大阪，由6节车厢编组的485系列车（车内座席全部为指定席）担当运营，在糸鱼川站接驳从白马和信州地区其他旅游景点出发的巴士，加強了前往信州地區旅遊景點的交通。

## 利用狀況
- 京阪神与北陆之间的客流以商务旅客和观光客等为主，2018年度湖西线的特急列车（京都-敦贺间）的单程日均下行旅客为9213人次。自1995年度泡沫经济破灭后，主要受观光客使用量的影响，一直呈下降趋势，但在西日本特急列车运行区间中，依旧是仅次于濑户大桥线（冈山-儿岛间）的乘客人数第二多的区间[23]。
- 早上的上行、晚上的下行列車於湖西線內的堅田站、近江今津站停車，主要是因應湖西線内前往大阪方向的通勤客。湖西線內發售定期券、回數券組合的特急回數券[24]。
- 随着 2015 年 3 月北陆新干线金泽线的开通，该列车在金泽以东的运行（不包括与七尾线的直通运行）停止，关西地区与富山之间的列车出行也改为需要换乘新干线的形式。因此，有人指出，这将导致便利性降低，因为从富山出发的第一列上行列车将更晚到达大阪，而票价则会增加[25]。

## 歷史

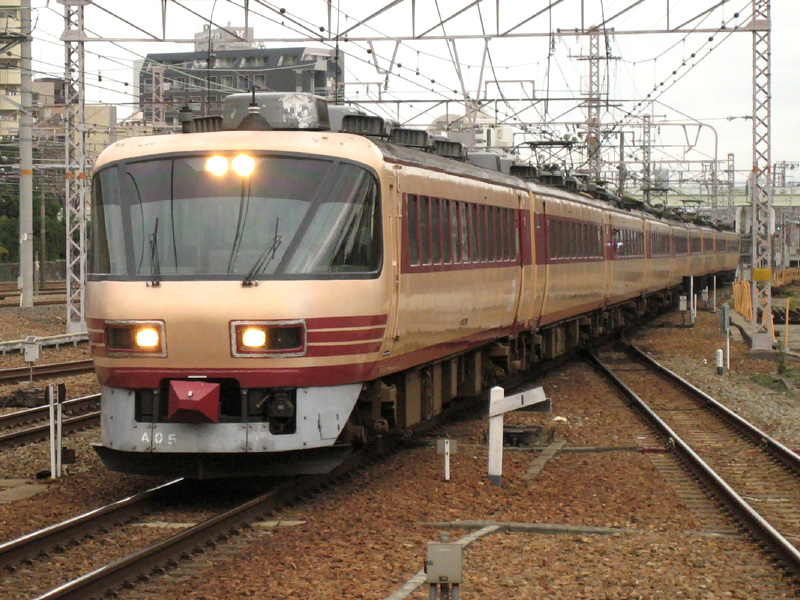
「雷鳥」的前面展望綠色車廂

「雷鳥」：2011年3月12日起停運
大阪站 - 金澤站間：2小時50分

### 停車站
「雷鳥」 2011年3月12日起停運
大阪站 - 新大阪站 - 京都站 - （大津京站） - （堅田站） - （近江今津站）- 敦賀站 - 武生站 - 鯖江站 - 福井站 - 芦原溫泉站 - 加賀溫泉站 - 小松站 - （松任站） - 金澤站

### 使用車輛
- 「雷鳥」 2011年3月12日起停運
  - 485系

### 列車編組
凡例
■欄=綠色車廂 白欄=普通車 自=自由座位 指=對號座位 ×=禁煙席  P=展望車
- 「雷鳥」
  - 9輛編成
  - 5・9・17・33・41・4・12・30・38・48號綠色車廂為展望車

| ←大阪  | ←大阪 | ←大阪 | ←大阪 | ←大阪 | ←大阪 |       | 金澤→ | 金澤→ | 金澤→ |
| 1 P指× | 2 指× | 3 指× | 4 指× | 5 自× | 6 自× | 7 自× | 8 指× | 9 指× |       |

- 下行往富山、大阪、新大阪、京都各停車站皆以「金澤・富山行」為標示。列車在6號車（往富山）與7號車（以金澤為終點或往和倉溫泉）之間互相貫通，但是在金澤到達10分前為解結車廂而禁止通行，大約是在通過手取川鐵橋即通過美川站時。因此，7 - 9號車車內販賣至貫通走道關閉前。

## 脚注
1. ↑   (PDF) (新闻稿). 西日本旅客鉄道. 2010-12-17  [2015-05-05]. （原始内容 (PDF)存档于2011-01-24） （日语）.
2. ↑  . 鉄道コム. 2021-06-12  [2022-12-21]. （原始内容存档于2024-01-14） （日语）.
3. ↑  msn産経ニュース. . 産経新聞 (産業経済新聞社). 2011-07-05  [2015-05-05]. （原始内容存档于2011-07-15）.[]
4. ↑   (新闻稿). 西日本旅客鉄道. 2014-10-07  [2014-10-10]. （原始内容存档于2019-05-12）.
5. ↑  . J-CASTニュース. J-CASTニュース.   [2021-01-20]. （原始内容存档于2021-01-28）.
6. ↑  鉄道ジャーナル (鉄道ジャーナル社). 2011-02: 87. 缺少或|title=为空 (帮助)
7. ↑  「サンダーバード」が一夜にして編成逆向きに！さよなら「トワイライト」　ＪＲダイヤ改正 - 産経新聞 2014年12月19日
8. ↑   (PDF) (新闻稿). 西日本旅客鐵道. 2014-12-19  [2015-04-24]. （原始内容 (PDF)存档于2020-10-18） （日语）.
9. ↑  鉄道ジャーナル社. . 鉄道ジャーナル (鉄道ジャーナル社). 2015-06, (584): 91–95.
10. ↑   (新闻稿). 西日本旅客鉄道. 2002-10-16  [2017-03-21]. （原始内容存档于2003-02-19）.
11. ↑   (新闻稿). 西日本旅客鉄道. 2003-10-16  [2017-03-21]. （原始内容存档于2004-02-02）.
12. ↑   (新闻稿). 2002-01-17  [2017-03-21]. （原始内容存档于2002-08-09）.
13. ↑  『JR時刻表』1990年4月号p90・92、1990年6月号p110・112
14. ↑   (新闻稿). 西日本旅客鉄道. 1997-05-16  [2017-03-21]. （原始内容存档于1998-02-06）.
15. ↑   (新闻稿). 西日本旅客鉄道. 1998-01-16  [2017-03-21]. （原始内容存档于1998-02-05）.
16. ↑   (新闻稿). 西日本旅客鉄道. 1997-08-22  [2017-03-21]. （原始内容存档于1998-06-25）.
17. ↑  RAILFAN (鉄道友の会). 2014, (2014年4月臨時増刊号): 30. 缺少或|title=为空 (帮助)
18. ↑   (PDF) (新闻稿). 西日本旅客鉄道. 2004-11-15  [2017-03-21]. （原始内容 (PDF)存档于2004-11-17）.
19. ↑   (PDF) (新闻稿). 西日本旅客鉄道. 2005-11-18  [2017-03-21]. （原始内容 (PDF)存档于2005-12-05）.
20. ↑  JR時刻表1989年8月号（弘済出版社）、JTB時刻表1989年8月号（JTB）など。
21. ↑   (新闻稿). 西日本旅客鉄道. 2002-05-17  [2017-03-21]. （原始内容存档于2002-06-06）.
22. ↑   (新闻稿). 西日本旅客鉄道. 2003-05-16  [2017-03-21]. （原始内容存档于2003-08-01）.
23. ↑   (PDF). データでみるJR西日本2019. 西日本旅客鉄道: 79.   [2023-08-28]. （原始内容存档 (PDF)于2020-02-01）.
24. ↑   (新闻稿). 西日本旅客鉄道. 2003-09-12  [2017-03-21]. （原始内容存档于2003-09-19）.
25. ↑  大東祐紀. . 毎日新聞. 毎日新聞社. 2015-03-07  [2017-03-21]. （原始内容存档于2015-03-07）.

## 關連項目
- 日本列車愛稱列表
- 白鷺號列車